# AFI's 100 Years...100 Stars

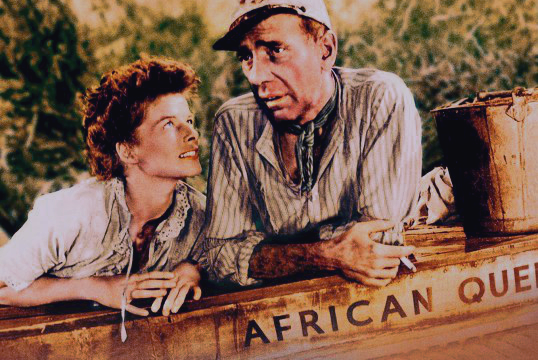
Katharine Hepburn och Humphrey Bogart spelade mot varandra i äventyrsfilmen Afrikas drottning 1951.

AFI's 100 Years...100 Stars är en lista över de 50 största filmlegendarerna i USA:s filmhistoria, vilken inkluderar 25 manliga och 25 kvinnliga filmstjärnor. Listan presenterades av American Film Institute (AFI) den 15 juni 1999 i ett TV-program på CBS med Shirley Temple som värd och 50 verksamma skådespelare som presenterade de olika filmlegendarerna. Programmet nominerades till två Primetime Emmy Awards och gavs ut på DVD år 2000. Även om listan heter 100 Stars så innehåller den endast 50 namn.
Amerikanska filminstitutet definierade en "amerikansk filmlegendar" som en skådespelare som verkat under den klassiska filmeran, haft en signifikant utstrålning från vita duken i amerikanska fullängdsproduktioner och vars filmdebut inträffade under eller före år 1950. Totalt nominerades 500 skådespelare.
De skådespelare som toppar sina respektive listor är Humphrey Bogart och Katharine Hepburn, de spelade mot varandra i äventyrsfilmen Afrikas drottning 1951, för vilken Bogart erhöll sin enda Oscar.
Alla skådespelare på listan är från Hollywoods klassiska era av filmproduktion. Då listan presenterades levde ännu nio av filmlegendarerna: Shirley Temple, Katharine Hepburn, Marlon Brando, Elizabeth Taylor, Gregory Peck, Kirk Douglas, Lauren Bacall, Sophia Loren och Sidney Poitier. År 2022 återstår endast Sophia Loren.

## Lista över de 50 största filmlegendarerna
| Nr | Män | Män | Kvinnor                       | Kvinnor |
| -- | --- | --- | ----------------------------- | ------- |
| 1  | Humphrey Bogart (1899–1957)                                                                               |     | Katharine Hepburn (1907–2003) |         |
| 2  | Cary Grant (1904–1986)                                                                                    |     | Bette Davis (1908–1989)       |         |
| 3  | James Stewart (1908–1997)                                                                                 |     | Audrey Hepburn (1929–1993)    |         |
| 4  | Marlon Brando (1924–2004)                                                                                 |     | Ingrid Bergman (1915–1982)    |         |
| 5  | Fred Astaire (1899–1987)                                                                                  |     | Greta Garbo (1905–1990)       |         |
| 6  | Henry Fonda (1905–1982)                                                                                   |     | Marilyn Monroe (1926–1962)    |         |
| 7  | Clark Gable (1901–1960)                                                                                   |     | Elizabeth Taylor (1932–2011)  |         |
| 8  | James Cagney (1899–1986)                                                                                  |     | Judy Garland (1922–1969)      |         |
| 9  | Spencer Tracy (1900–1967)                                                                                 |     | Marlene Dietrich (1901–1992)  |         |
| 10 | Charlie Chaplin (1889–1977)                                                                               |     | Joan Crawford (1905–1977)     |         |
| 11 | Gary Cooper (1901–1961)                                                                                   |     | Barbara Stanwyck (1907–1990)  |         |
| 12 | Gregory Peck (1916–2003)                                                                                  |     | Claudette Colbert (1903–1996) |         |
| 13 | John Wayne (1907–1979)                                                                                    |     | Grace Kelly (1929–1982)       |         |
| 14 | Laurence Olivier (1907–1989)                                                                              |     | Ginger Rogers (1911–1995)     |         |
| 15 | Gene Kelly (1912–1996)                                                                                    |     | Mae West (1893–1980)          |         |
| 16 | Orson Welles (1915–1985)                                                                                  |     | Vivien Leigh (1913–1967)      |         |
| 17 | Kirk Douglas (1916–2020)                                                                                  |     | Lillian Gish (1893–1993)      |         |
| 18 | James Dean (1931–1955)                                                                                    |     | Shirley Temple (1928–2014)    |         |
| 19 | Burt Lancaster (1913–1994)                                                                                |     | Rita Hayworth (1918–1987)     |         |
| 20 | Bröderna Marx Chico (1887–1961) Harpo (1888–1964) Groucho (1890–1977) Gummo (1892–1977) Zeppo (1901–1979) |     | Lauren Bacall (1924–2014)     |         |
| 21 | Buster Keaton (1895–1966)                                                                                 |     | Sophia Loren (född 1934)      |         |
| 22 | Sidney Poitier (1927–2022)                                                                                |     | Jean Harlow (1911–1937)       |         |
| 23 | Robert Mitchum (1917–1997)                                                                                |     | Carole Lombard (1908–1942)    |         |
| 24 | Edward G. Robinson (1893–1973)                                                                            |     | Mary Pickford (1892–1979)     |         |
| 25 | William Holden (1918–1981)                                                                                |     | Ava Gardner (1922–1990)       |         |

## Medverkande skådespelare
De 50 skådespelare som presenterade filmlegenderna:

- Kevin Bacon
- Alec Baldwin
- Jacqueline Bisset
- Ernest Borgnine
- James Caan
- Jim Carrey
- Chevy Chase
- Cher
- Kevin Costner
- Billy Crystal
- Claire Danes
- Geena Davis
- Laura Dern
- Matt Dillon
- Richard Dreyfuss
- Clint Eastwood
- Mia Farrow
- Bridget Fonda
- Peter Fonda
- Morgan Freeman
- Teri Garr
- Whoopi Goldberg
- Jeff Goldblum
- Woody Harrelson
- Richard Harris
- Goldie Hawn
- Gregory Hines
- Dustin Hoffman
- Angelina Jolie
- Michael Keaton
- Martin Landau
- Jessica Lange
- Shirley MacLaine
- Marsha Mason
- Marlee Matlin
- Mike Myers
- Edward Norton
- Edward James Olmos
- Miss Piggy
- Lynn Redgrave
- Julia Roberts
- Gena Rowlands
- Kevin Spacey
- Sylvester Stallone
- Rod Steiger
- Sharon Stone
- Billy Bob Thornton
- Lily Tomlin
- Emily Watson
- James Woods